# سیارک ۳۶۷۲
سیارک ۳۶۷۲ (به انگلیسی: 3672 Stevedberg، نامگذاری:1985QQ) سه هزار و ششصد و هفتاد و دومین سیارک کشف شده‌است که در ۲۲ اوت ۱۹۸۵ کشف شد.
قدر مطلق سیارک برابر ۱۳٫۳۰ است.